# Ovaio multifollicolare
Le ovaie multifollicolari o multicistiche (il cui acronimo è MFO, derivante dall'inglese Multifollicular ovaries) sono state descritte da Adams e colleghi nel 1985.

## Definizione
Si differenziano dall'Ovaio policistico (PCO o PCOS), avendo un minor numero di cisti (6-10 per ovaio), che tendono ad essere più grandi (fino a 10 mm di diametro), distribuite in tutto l'ovaio in modo sparso e non corticale e senza ipertrofia dello stroma.

## Cause
Le ovaie multifollicolari non sono una condizione patologica e si incontrano normalmente durante la pubertà, ma possono persistere o comparire anche in età adulta nei casi di:
- iperprolattinemia
- anovulazione ipotalamica
- amenorrea da sottopeso (causato da diete restrittive, stress o eccessiva attività fisica, vedi Triade dell'Atleta)
- iperstimolazione ovarica
- sospensione da contraccettivi ormonali
- uso della spirale intrauterina medicata

Le ovaie di questo tipo possono comportare irregolarità mestruali (polimenorrea, amenorrea, oligomenorrea) ma senza gli squilibri ormonali e metabolici della PCOS (iperandrogenismo e insulino-resistenza) . Possono riprendere un aspetto normale dopo l'aumento di peso o il trattamento con GnRH pulsatile, mentre PCO conservano il loro aspetto per tutta la vita riproduttiva, a prescindere dal ritmo del ciclo mestruale, la gravidanza o il trattamento farmacologico. Le donne con MFO hanno normali livelli di LH e andT ridotti livelli di ormone follicolo-stimolante (FSH) rispetto alle donne con PCO. 